# Kepler-412b
Kepler-412b es un planeta extrasolar que forma parte de un sistema planetario formado por al menos un planeta. Orbita la estrella denominada Kepler-412. Fue descubierto en el año 2014 por la sonda Kepler por medio de tránsito astronómico.